# Бьюкенен, Джордж (гуманист)
Джордж Бьюке́нен (англ. George Buchanan; 1506 — 28 сентября 1582, Эдинбург, Шотландия) — шотландский историк и гуманист XVI века, воспитатель короля Якова VI.

## Биография

### Молодые годы
Джордж Бьюкенен происходил из бедной дворянской семьи из Стерлингшира, восточная Шотландия. В 1520 году он поступил в Парижский университет, однако из-за отсутствия средств на обучение не окончил курс и вернулся в Шотландию, где в 1523 году принял участие в неудачном походе регента Олбани в Англию. В 1524 году Джон Бьюкенен поступил в Сент-Эндрюсский университет, который закончил со степенью бакалавра искусств. В это время он попал под влияние ведущего шотландского философа того времени Джона Мейджора и последовал за ним во Францию. Здесь он вновь поступил в Парижский университет и на этот раз закончил его в 1528 году, получив степень магистра искусств. После трёх лет преподавательской работы в университете, в 1532 году Бьюкенен вернулся в Шотландию.
Бьюкенен воспринял гуманистические идеалы Возрождения и критический подход Эразма Роттердамского. После возвращения на родину Бьюкенен прославился критикой современного ему монастырского уклада и нищенствующих католических орденов (прежде всего францисканцев), что привлекло к нему внимание короля Шотландии Якова V, который назначил Бьюкенена воспитателем своего побочного сына лорда Джеймса Стюарта. Критический подход к религиозным догмам сблизил Бьюкенена с первыми шотландскими протестантами, что привело в 1539 году к аресту философа. Вскоре, однако, ему удалось бежать из-под ареста, но он был вынужден эмигрировать во Францию.

### Эмиграция
По приглашению Андрэ Гувэ, директора одного из колледжей в университете Бордо, Джордж Бьюкенен в 1540 году перебрался в Бордо, где получил пост профессора латинского языка. В этот период были созданы одни из лучших работ Бьюкенена — переводы «Медеи» и «Алкесты» Еврипида, драмы «Jephthes» и «Baptistes». Под началом Бьюкенена обучался Мишель де Монтень, будущий крупнейший французский философ XVI века, который позднее назвал Бьюкенена одним из лучших латинских поэтов современности. В 1543 году Бьюкенен вернулся в Париж, где продолжил преподавательскую деятельность в университете.

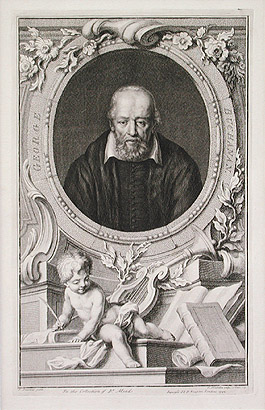
Джордж Бьюкенен (гравюра Якоба Хоубракена)

В 1547 году Джордж Бьюкенен переехал в Португалию, где стал преподавать в университете Коимбры, которым в то время руководил Андрэ Гувэ. Однако после смерти Гувэ университет подвергся проверке инквизиции, Бьюкенен был осужден за еретичество и в 1551 году приговорен к тюремному заключению в монастыре Сан-Бенто в Лиссабоне. После освобождения в 1552 году он вновь отправился во Францию. Именно во время этого последнего периода пребывания в Париже Бьюкенен перешёл в кальвинизм.

### Деятельность в Шотландии
Около 1561 года Джордж Бьюкенен вернулся в Шотландию. Здесь он был принят при дворе Марии Стюарт и стал одним из наставников молодой королевы. Вместе с Бьюкененом Мария занималась латынью и ежедневно читала Тита Ливия. Авторитет Бьюкенена в Шотландии быстро рос и он получил должность директора одного из колледжей Сент-Эндрюсского университета, а в 1567 году стал модератором генеральной ассамблеи шотландской церкви. Являясь членом клана Ленноксов, Бьюкенен ушёл в оппозицию королеве после убийства её мужа, лорда Дарнли из этого клана, и участвовал в свержении Марии Стюарт в 1567 году. Позднее Бьюкенен в своей работе «De Jure Regni apud Scotos» (1579) подвел под революционные события 1567 года прочный фундамент шотландских обычаев и естественных прав человека.
В период регентств и гражданских войн, начавшийся после свержения Марии Стюарт, Бьюкенен стал одним из главных идеологов «партии короля» и в 1570 году был назначен воспитателем четырёхлетнего Якова VI. Именно под влиянием и руководством Бьюкенена король получил такое прекрасное образование, что в дальнейшем обеспечило Якову славу самого высокообразованного короля в истории Великобритании. Бьюкенен привил своему венценосному ученику любовь к латыни и логике, а также критический подход к религиозным вопросам. Философ оставался воспитателем короля до самой своей смерти в 1582 году, одновременно занимая пост хранителя личной королевской печати, что давало ему право принимать участие в заседаниях парламента и государственного совета.

## Творчество
Важнейшие работы Джорджа Бьюкенена в области истории были созданы в последний период его жизни, когда он был воспитателем короля Якова VI. В 1579 году была опубликована его книга «De Jure Regni apud Scotos», написанная в форме диалога, и посвященная вопросу отношений между монархом и его подданными. Опираясь на идеи своего учителя, Джона Мейджора, и обосновывая примерами из шотландской истории, Бьюкенен выдвинул теорию верховенства народа как источника власти монарха и права нации на свержение короля-тирана. Эта книга имела огромное значение в развитии общественно-политической мысли Великобритании и неоднократно запрещалась английскими королями (1584, 1644, 1683 гг.). Но можно с уверенностью сказать, что этот трактат писался с целью оправдать низложение Марии Стюарт.
Второй крупной работой Бьюкенена стала его «История Шотландии» («Rerum Scoticarum Historia») (1582). Большая её часть посвящена современным Бьюкенену событиям и до настоящего времени является одним из важнейших источников по этому сложному и противоречивому периоду шотландской истории (Реформация, Мария Стюарт и гражданские войны середины XVI века).
В области литературы Бьюкенен прославился своими переводами, трагедиями «Jephthes» («Иеффай») и «Baptistes» («Иоанн Креститель»), а также политической сатирой (в частности, памфлет «Хамелеон», обращенный против государственного секретаря Шотландии Уильяма Мейтланда) и эпиграммами. Большая часть работ Бьюкенена написана на латыни, причём во владении этим языком писатель, по видимому, не имел себе равных среди современников. Его латынь отличается свежестью и гибкостью и сильно отличается от классических образцов древних авторов.

## Галерея

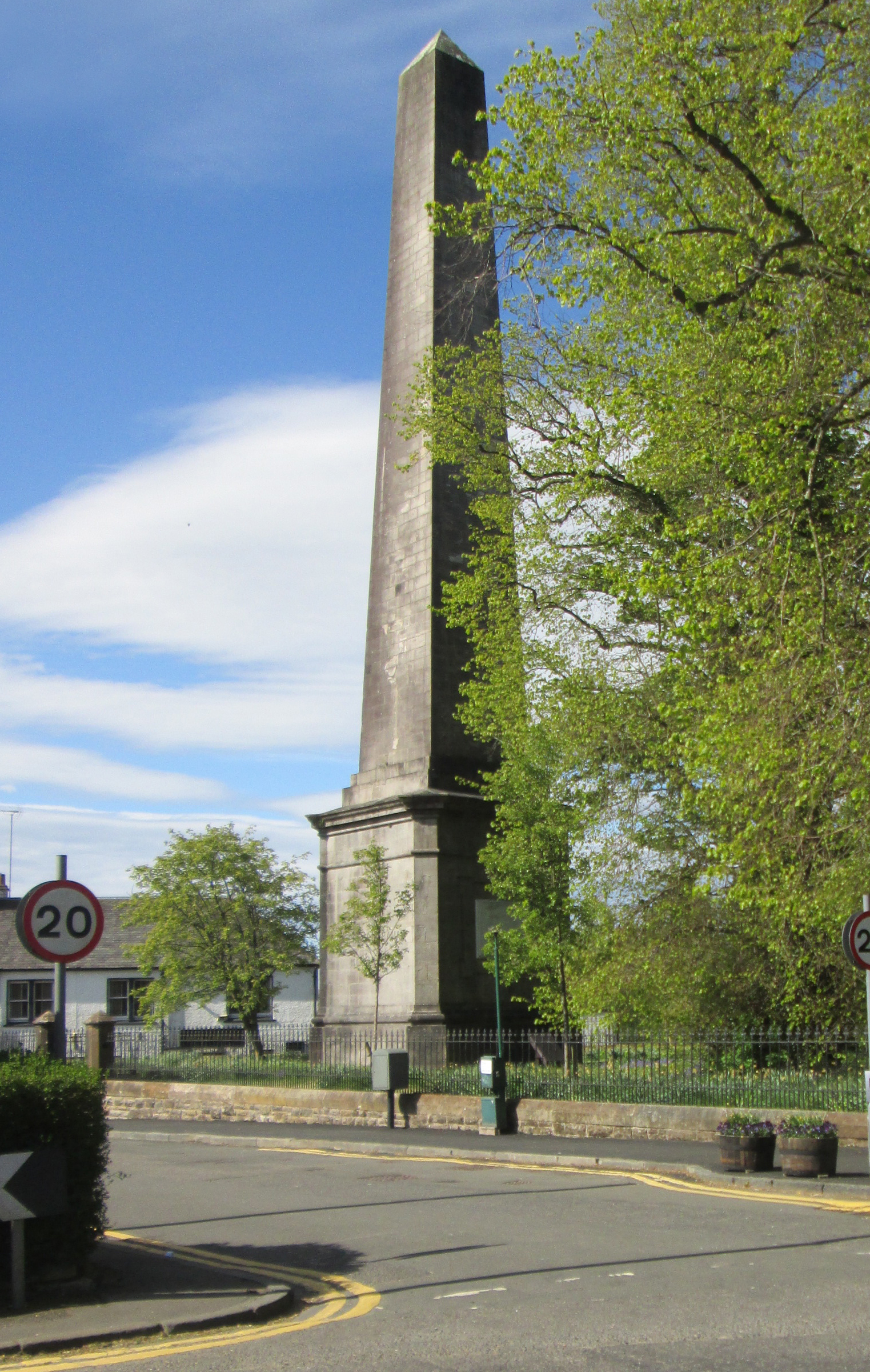
Монумент Бьюкенена в Киллерне, Шотландия, где он родился (2017)
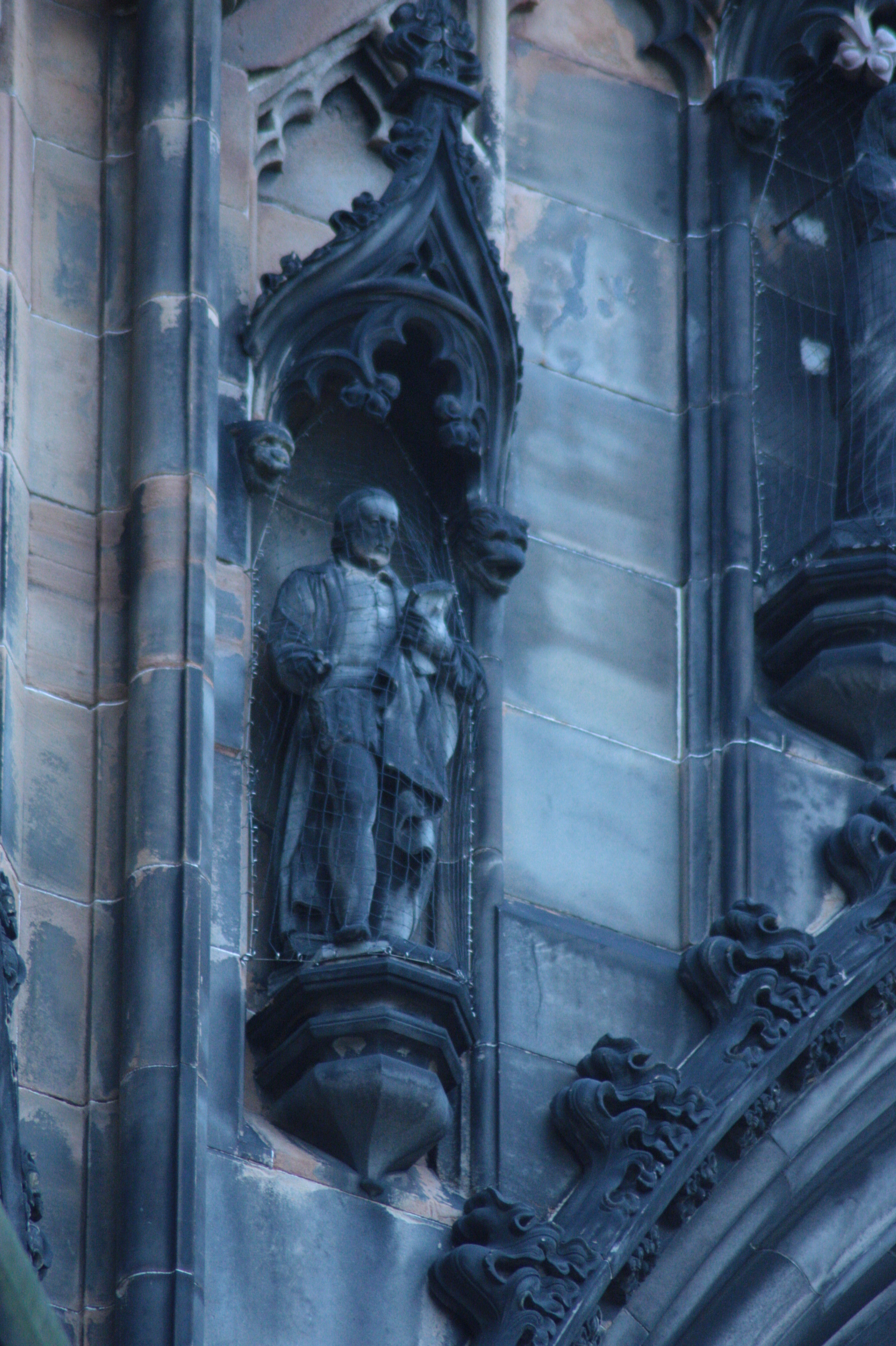
Статуя Джорджа Бьюкенена на монументе Скотта (2015)
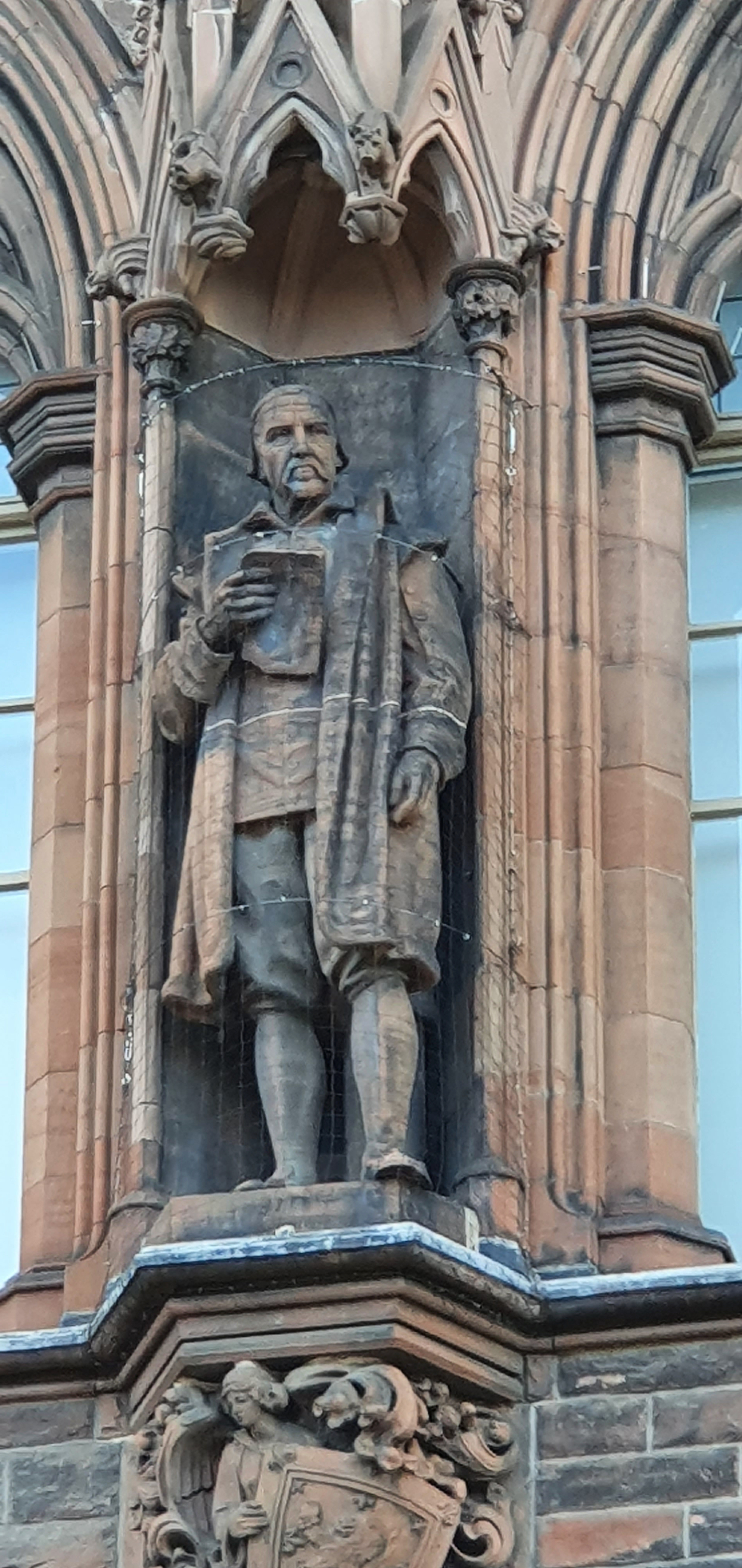
Статуя Бьюкенена на фасаде Национальной портретной галереи в Эдинбурге (2022)
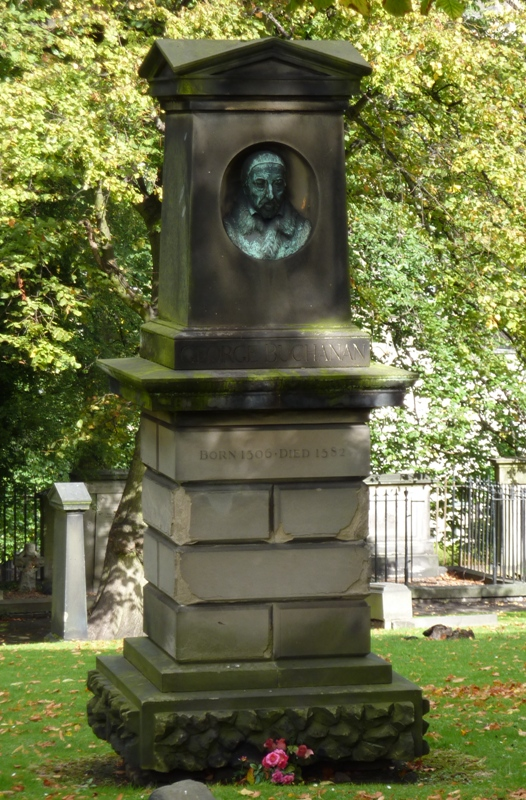
Мемориал во дворе церкви францисканцев (2010)